# كاجيكي شوجو!!
كاجيكي شوجو!! (بالإنجليزية: Kageki Shojo!!)‏ هي سلسلة مانغا يابانية نشرت لأول مرة في 2012 حتى 2014 وتم إعادة إصدارها نشرت في 2015 وحولت لمسلسل أنمي عرض في 4 يوليو 2021.